# Взморье (Сахалинская область)

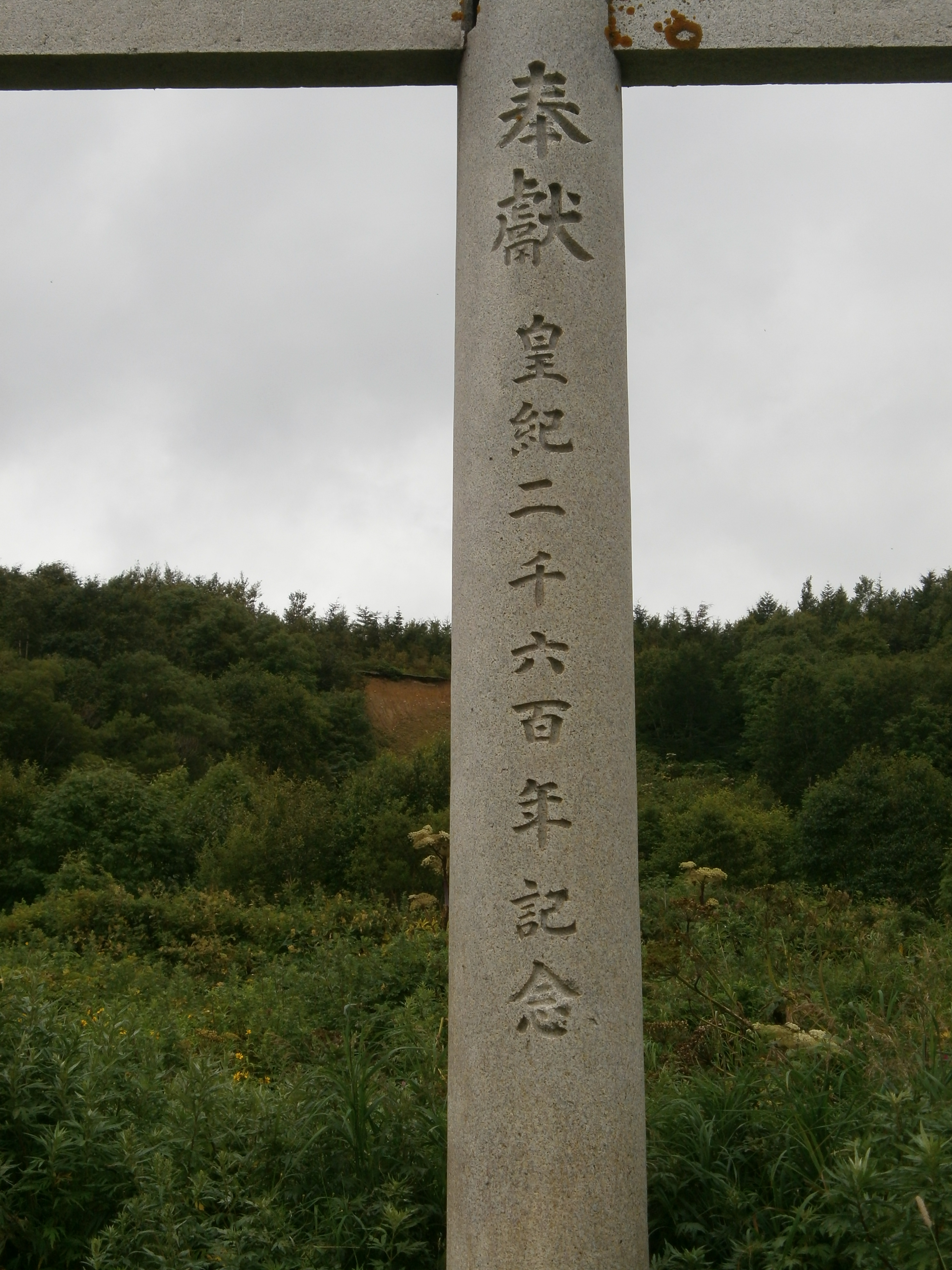
Построен в 2600 императорском году (1940 год).

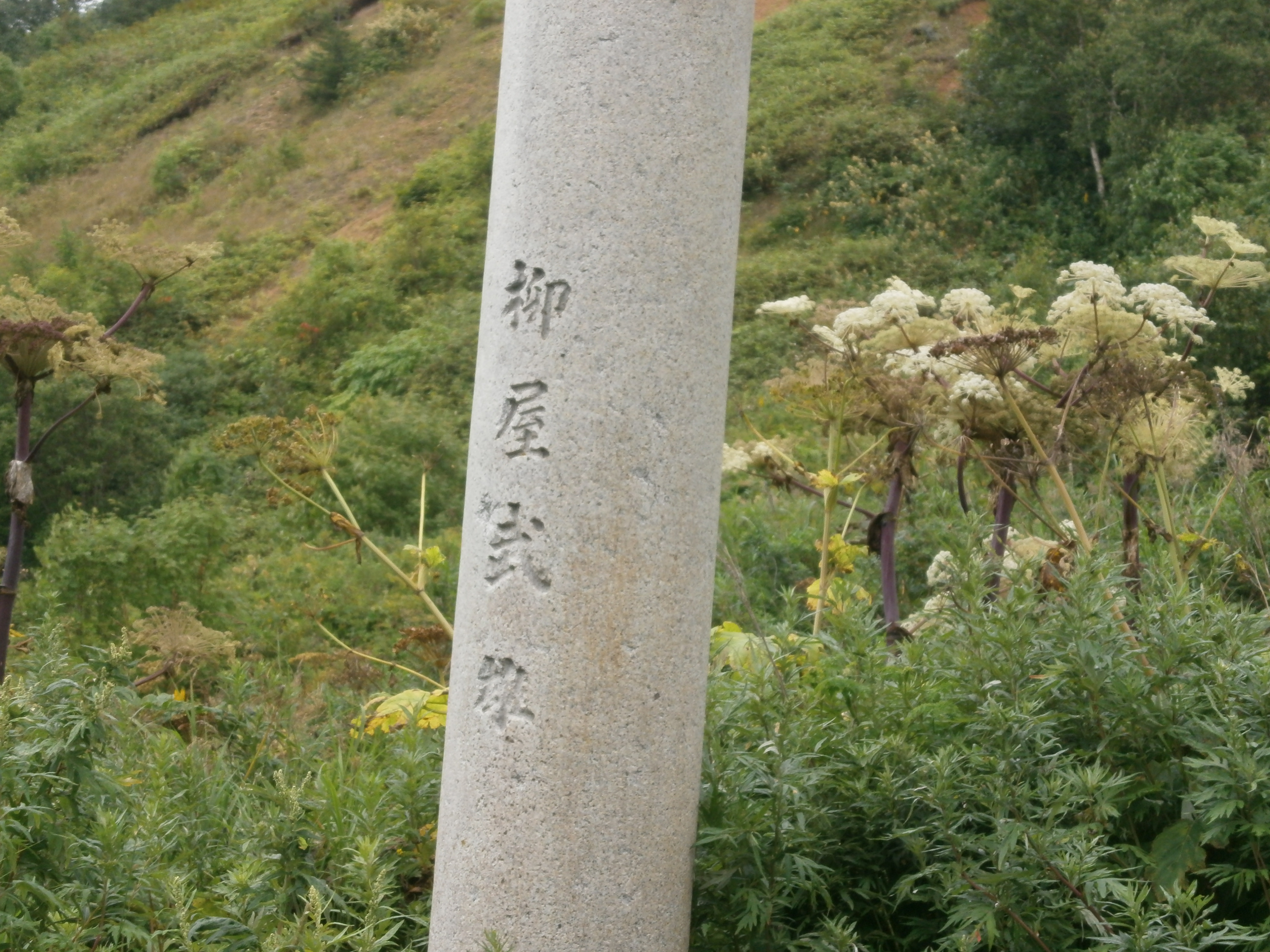
Вырезанное имя человека пожертвовавшего денег на постройку храма (Такэо Янагия).

Взмо́рье — село (с 1947 по 2005 г. — поселок городского типа) в городском округе «Долинский» Сахалинской области России, в 62 км от районного центра.

## География
Находится на берегу Охотского моря.

## История
В период каторги называлось Сирароко (русская деревня была основана в 1891 году и находилась в районе одноимённого айнского селения). До 1945 года принадлежало японскому губернаторству Карафуто и называлось Сирануи (яп. 白縫). После передачи Южного Сахалина СССР село получило современное название (предлагался также вариант Подгорный).

## Население
| 1925 | 1935  | 1959  | 1970  | 1979  | 1989  | 2002 |
| ---- | ----- | ----- | ----- | ----- | ----- | ---- |
| 954  | ↗2744 | ↗3095 | ↘1726 | ↘1347 | ↘1139 | ↘805 |
| 2010 | 2013  | 2021  |       |       |       |      |
| ↘683 | ↘634  | ↘525  |       |       |       |      |

По переписи 2002 года население — 805 человек (400 мужчин, 405 женщин).

## Известные жители
На сельском кладбище похоронен полный кавалер ордена Славы Павел Васильевич Рыжаков (1907—1956).

## Транспорт
В селе расположена станция Взморье Сахалинского региона Дальневосточной железной дороги. Проходит федеральная трасса через село.